# Jürgen Habermas
Jürgen Habermas (pronunciación en alemán: /ˈjʏʁɡn̩ ˈhaːbɐˌmaːs/ (escucharⓘ); Düsseldorf, 18 de junio de 1929) es un filósofo y sociólogo alemán conocido por sus trabajos en filosofía política, ética y teoría del derecho, así como en filosofía del lenguaje. Gracias a una actividad regular como profesor en universidades extranjeras, especialmente en Estados Unidos, así como por la traducción de sus trabajos más importantes a más de cuarenta idiomas, sus teorías son conocidas, estudiadas y discutidas en el mundo entero. Habermas es el miembro más eminente de la segunda generación de la Escuela de Frankfurt y uno de los exponentes de la Teoría crítica desarrollada en el Instituto de Investigación Social. «La obra de Habermas muy probablemente constituya el esfuerzo más original y coherente de elaborar una filosofía a la altura del espíritu postmetafísico que caracteriza nuestro tiempo». Entre sus aportes destacan la construcción de la teoría de la acción comunicativa, la ética del discurso y la teoría de la democracia deliberativa.

## Biografía
Habermas nació en Düsseldorf, provincia del Rin, en 1929. Nació con un paladar hendido y se sometió dos veces a una cirugía correctiva durante la infancia. Habermas argumenta que su discapacidad del habla lo hizo pensar de manera diferente sobre la importancia de la profunda dependencia y la comunicación.
Como joven adolescente, se vio profundamente afectado por la Segunda Guerra Mundial. Hasta su graduación de la escuela, Habermas vivía en Gummersbach, cerca de Colonia. Su padre, Ernst Habermas, era director ejecutivo de la Cámara de Industria y Comercio de Colonia, y fue descrito por Habermas como simpatizante nazi y, desde 1933, miembro del NSDAP. El mismo Habermas era un líder del Jungvolk alemán, una sección de la Juventudes Hitlerianas. Fue criado en un medio firmemente protestante, siendo su abuelo el director del seminario en Gummersbach.
Jürgen Habermas estudió filosofía, historia, psicología, literatura alemana y economía en las universidades de Gotinga, Zúrich y Bonn. Nicolai Hartmann, Wilhelm Keller, Theodor Litt, Johannes Thyssen, Hermann Wein, Erich Rothacker y Oskar Becker fueron algunos de sus profesores durante los estudios de licenciatura. En 1954, bajo la dirección de los dos últimos profesores citados, defendió en la Universidad de Bonn su tesis doctoral sobre el tema «El Absoluto y la historia: De las discrepancias en el pensamiento de Schelling», que aún hoy en día sigue inédita. En sus años de estudios trabó amistad con Karl-Otto Apel, una fructífera relación intelectual que duró hasta la muerte de Apel.
En 1953 publicó su primer artículo que tuvo resonancia, una recensión crítica de la obra de Heidegger Introducción a la metafísica, que tituló significativamente «Pensar con Heidegger contra Heidegger» (Mit Heidegger gegen Heidegger denken), artículo de prensa en el que crítica a Heidegger por su adhesión al nacionalsocialismo. En los siguientes años siguió publicando artículos para un público amplio en destacados medios de comunicación.
De 1956 a 1959 fue ayudante y colaborador de Adorno en el Instituto de Investigación Social de Fráncfort. En 1961 defendió en Marburgo (bajo la dirección de Wolfgang Abendroth) su escrito de habilitación, centrado en la transformación estructural de la «esfera pública» (titulado Strukturwandel der Öffentlichkeit en alemán, traducido al español como Historia y crítica de la opinión pública). Entre 1964 y 1971 ejerció como catedrático en la Universidad de Fráncfort, convirtiéndose en uno de los principales representantes de la segunda generación de la Teoría Crítica. En 1968 publicó Conocimiento e interés, libro que le concedió una enorme proyección internacional.
De 1971 a 1983 fue director en el Instituto Max Planck para la «investigación de las condiciones de vida del mundo técnico-científico». En 1983 volvió a la Universidad de Fráncfort como catedrático de filosofía y sociología, donde permaneció hasta su jubilación en 1994. Se mantiene, no obstante, activo como docente, especialmente en calidad de «Permanent Visiting Professor» de la Northwestern University (Evanston, Illinois) y como «Theodor Heuss Professor» de The New School (Nueva York).
En 1986, recibió el Premio Gottfried Wilhelm Leibniz de la Deutsche Forschungsgemeinschaft, considerado como la máxima distinción en el ámbito alemán de investigación. En 2001 obtuvo el Premio de la Paz que conceden los libreros alemanes y en 2003, el Premio Príncipe de Asturias de Ciencias Sociales.
Es doctor honoris causa por las universidades, entre otras, de Jerusalén, Buenos Aires, Hamburgo, Northwestern University Evanston, Utrecht, Tel Aviv, Atenas y la New School for Social Research de Nueva York, así como miembro de la Academia Alemana de la Lengua y la Poesía.

## Pensamiento
El pensamiento de Habermas posee un alto grado de originalidad, pero ello no le impide apoyarse en la obra de quienes le precedieron: «está sobre hombros de gigantes y desarrolla su propio pensamiento en un diálogo imaginario y en una confrontación crítica con los grandes espíritus de la tradición». Habermas bebe de múltiples fuentes y eso explica quizás la complejidad y a la vez la monumentalidad de su obra. De autores como Kant, Hegel y Marx recupera la noción de crítica como emancipación. De Wittgenstein, especialmente de sus Investigaciones filosóficas, retoma su filosofía del lenguaje; de Mead, el interaccionismo simbólico; de Austin y Searle, la teoría de los actos del habla; de Gadamer se apropia críticamente de elementos de su hermenéutica; de Weber, su énfasis en formación de sistemas culturales de acción. A partir de la fenomenología de Husserl y del pensamiento de Schutz construye su propia concepción del mundo de la vida; de la confrontación crítica con Luhmann surge su propia concepción de la sociedad como sistema. Entre otros, Kant, Marx, Weber, Freud, Mead, Austin o Searle tienen, pues, un destacado lugar en la obra de Habermas, aunque ninguno de ellos sea la referencia decisiva. Por lo demás, es explícito el entroncamiento de su pensamiento con la Teoría Crítica de la Escuela de Fráncfort: su trabajo está orientado a poner los fundamentos de la teoría social con los que busca analizar las sociedades del capitalismo avanzado.
El estrecho vínculo entre una filosofía de la razón, muy ambiciosa en términos normativos, y una teoría empírica de la sociedad, es una característica del pensamiento de Marx que Habermas hace suya y lo distingue de otros contemporáneos, en particular del sociólogo Niklas Luhmann y del filósofo John Rawls, con quienes, no obstante, comparte preocupaciones comunes.
La integración de filosofía y ciencia social en una teoría crítica de la sociedad es el rasgo distintivo de la obra habermasiana. Aunque Habermas se vale del concepto filosófico de razón y lo emplea explícitamente en términos de filosofía del lenguaje, lo hace con el fin de poder desarrollar una teoría crítica de la sociedad. De ahí que resulte unilateral entender a Habermas como mero filósofo de la fundamentación argumentativa y de la ética discursiva.
Su primera gran obra fue su escrito de habilitación (1962), traducido al español como Historia y crítica de la opinión pública. En este análisis de la transformación estructural de la esfera pública se aproxima de forma crítica al concepto de opinión pública y recupera la visión eminentemente democrática del mismo, con su distinción entre opinión pública manipulada y opinión pública crítica.

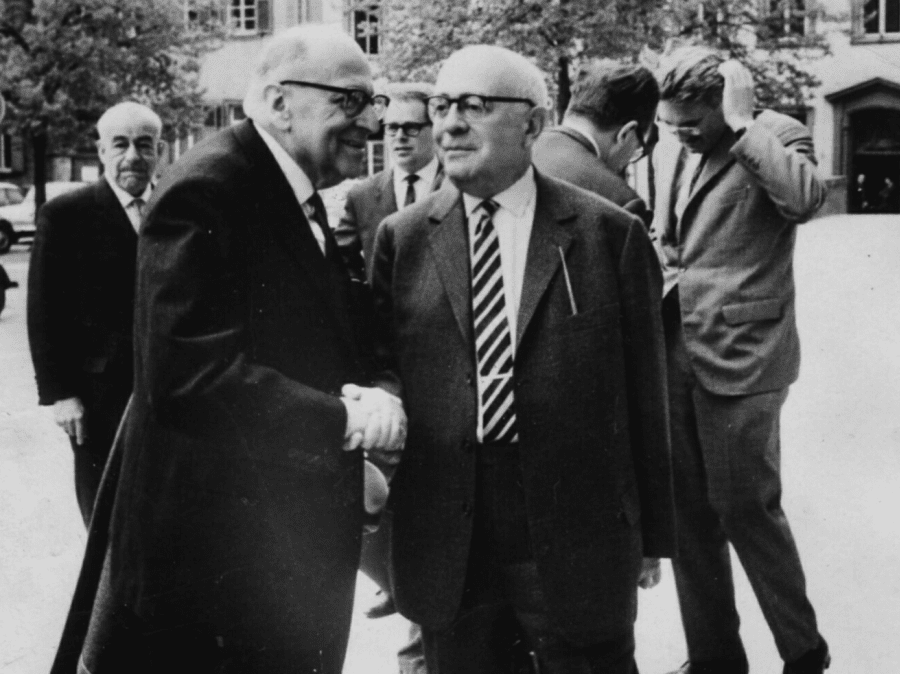
Max Horkheimer y Theodor Adorno en primera fila. Detrás, el primero a la derecha, Jürgen Habermas. Heidelberg, 1965.

En algunas de sus obras posteriores, Habermas tratará de reconstruir el materialismo histórico en el contexto de las nuevas problemáticas de las sociedades del capitalismo tardío. En este sentido, la gran crítica que realizará a Karl Marx será que este, en su opinión, reduce la praxis humana a una techné, en el sentido de que Marx le otorga la importancia fundamental al trabajo como eje de la sociedad, en demérito del otro componente de la praxis humana que Habermas rescata como esencial: la interacción mediada por el lenguaje.
A diferencia de Marx, Habermas entiende que el cambio social debe darse también en un ámbito simbólico, en el ámbito de la comunicación y el entendimiento entre los sujetos. De ahí, Habermas repensará la distinción entre trabajo - enfocado racionalmente a una finalidad - e interacción como dos momentos irreductibles de la acción, y tratará de incluir en la labor productiva (el trabajo) componentes de la interacción comunicativa. De este modo, Habermas toma distancia de los planteamientos de Theodor Adorno y Max Horkheimer, que se encontraban aún situados en el paradigma de la filosofía de la conciencia, y desarrolla un concepto de razón basado en las estructuras de una intersubjetividad que se transmite mediante el lenguaje. A partir de este planteamiento, Habermas se propuso la ingente tarea de construir una teoría de la racionalidad humana por medio del análisis de las precondiciones universales de la comunicación, labor que dio como resultado la teoría de la acción comunicativa, con base en la teoría social de Weber y Parsons, así como en filosofía del lenguaje, no imponer una ley, sino proponer una teoría con aspiración universal.
A partir de la publicación en 1981 de su obra fundamental, la Teoría de la acción comunicativa, sus análisis y reflexiones se han orientado hacia la fundamentación de la ética discursiva, la defensa de la democracia deliberativa y de los principios del Estado de derecho, así como hacia las bases normativas requeridas para configurar una esfera pública trasnacional.

Sospecho que se debería introducir otra forma de separación de poderes. También pienso, por supuesto, que tales transformaciones de las instituciones políticas deberán realizarse en el marco de los principios constitucionales hoy reconocidos, fundándose en el contenido universal de esos principios.

Entre sus obras más importantes figura también Facticidad y validez, en la cual de algún modo aplica los principios de su teoría de la acción comunicativa a la teoría del derecho y la teoría de la democracia, delineando su propia teoría de la democracia deliberativa en contraposición a los modelos de democracia liberal y republicana. 
Los intereses teóricos de Habermas no están descontextualizados y, como él mismo admite, tienen profundas raíces biográficas:

Para mis intereses, cuatro experiencias podrían haber resultado relevantes: tras mi nacimiento y en mi temprana infancia me vi afectado por la experiencia traumática de distintas intervenciones médicas —experiencias de enfermedades se encuentran en la trayectoria vital de muchos filósofos; de la época de entrada en la escuela me acuerdo de las dificultades de comunicación y de las humillaciones recibidas debido a mis trabas; durante la adolescencia me marcó la experiencia generacional de la cesura que en términos de historia significó el año 1945; y a lo largo de mi vida adulta me he inquietado por las experiencias políticas de una liberalización de la sociedad alemana de postguerra una y otra vez amenazada y puesta en marcha tan sólo de manera muy paulatina.

## Posición en pro de Europa

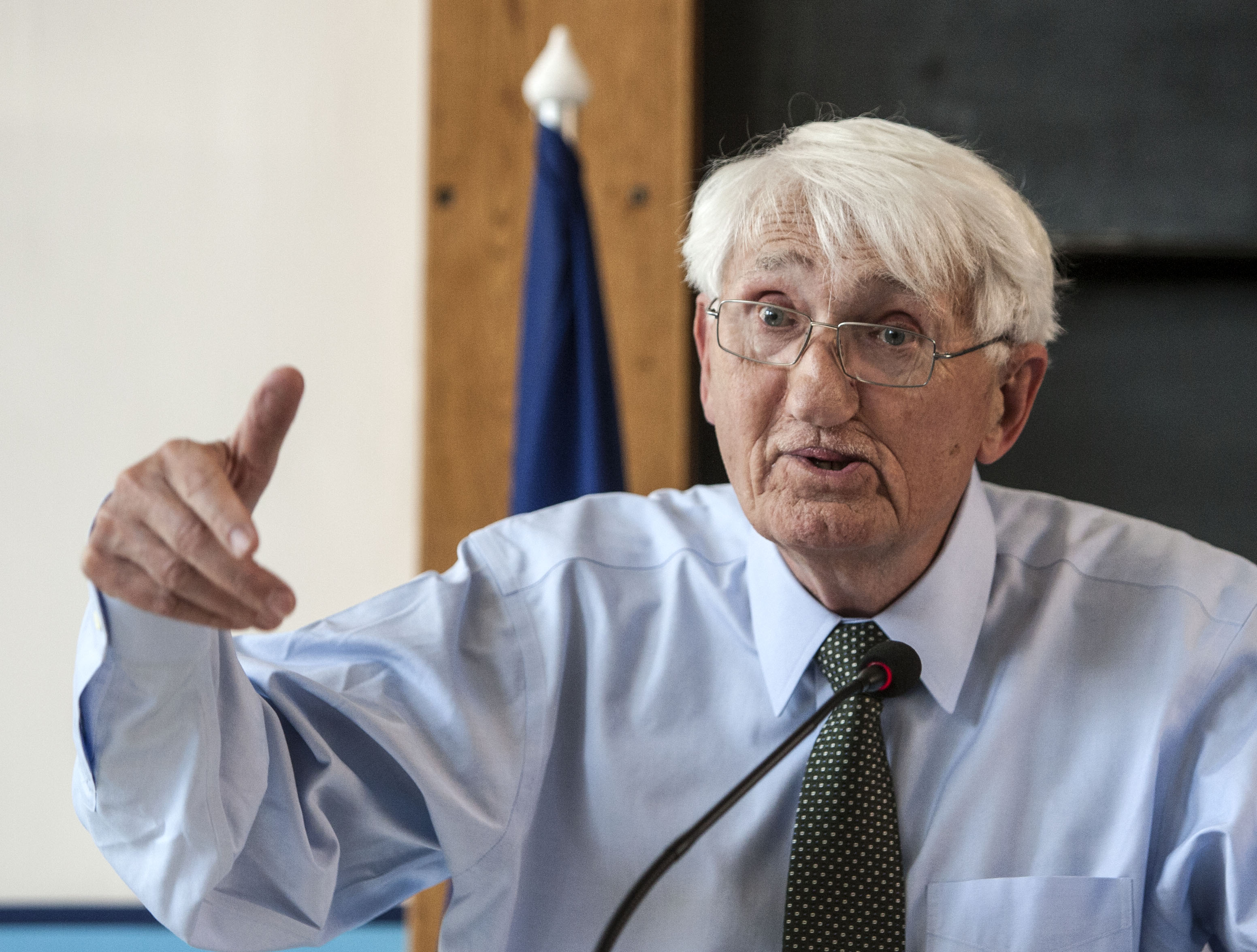
Habermas en 2014.

Si bien Habermas inicialmente vio la integración europea como un evento principalmente económico para la liberalización del comercio, en el transcurso de la década de 1980 se mostró como un europeo acérrimo y acompañó el desarrollo de la Unión Europea con declaraciones políticamente comprometidas, las más importantes y recientes de las cuales se resumen en su publicación "Sobre la Constitución de Europa" (2011). En ella entiende a la UE como una "comunidad política de alto nivel", como un "paso decisivo en el camino hacia una sociedad mundial políticamente constituida".
Al tiempo que se iniciaba la campaña electoral de Francia en 2017, Habermas reafirmó su postura proeuropea en un panel de discusión en Berlín, con el candidato presidencial Emmanuel Macron y el ministro de Relaciones Exteriores alemán Sigmar Gabriel, al que la Escuela de Gobernanza de Hertie le había invitado.
Jürgen Habermas ha defendido durante mucho tiempo que los partidos proeuropeos ya no se permitan dividirse en países donantes y receptores, en un consenso de consolidación fiscal, sino que "se unan entre países para hacer campaña contra este cambio de las cuestiones sociales a las nacionales".
Ya en 2013, Habermas se quejó de que "un panorama mediático indeciblemente piadoso alienta a todos los involucrados a no tocar el hierro candente de la política europea en la campaña electoral y a jugar el astuto y malvado juego de Merkel". En ese año, Habermas llegó incluso a desear un éxito electoral a la “Alternativa für Deutschland”: “Espero que consiga obligar a los demás partidos a deshacerse de su sigilo europeo. Entonces, después de las elecciones federales, podría existir la posibilidad de que surja una coalición 'muy grande' para el primer paso que se debe dar".

## Teoría de la acción comunicativa
La obra de dos volúmenes Teoría de la acción comunicativa (TdkH), publicada en 1981, a menudo se conoce como la obra principal de Habermas. Como motivo histórico contemporáneo, cita la situación que ha surgido en las sociedades occidentales desde finales de la década de 1960, "en la que el legado del racionalismo occidental ya no es indiscutible". Con el "concepto básico de acción comunicativa", Habermas abre tres complejos de sujetos (TdkH, Volumen I, p. 8)
- el desarrollo de un "concepto de racionalidad comunicativa",
- un "concepto de sociedad de dos niveles que vincula los paradigmas del mundo y el sistema de la vida",
- una "teoría de la modernidad".

La obra se caracteriza por largos pasajes que tratan de argumentos filosóficos, sociológicos y lingüísticos. En una "adaptación reconstructiva" de las teorías de Weber, Lukács, Adorno, Austin, Marx, Mead, Durkheim, Parsons y Luhmann, Habermas desarrolló su propia teoría de la acción y la sociedad.

### Racionalidad comunicativa
Siguiendo la tradición de la Escuela de Frankfurt, Habermas apunta a una teoría que hace que la sociedad se pueda describir y esté abierta a la crítica. Pero en contraste con Horkheimer y Adorno, quienes analizaron la racionalización per se como un proceso fatídico en términos de la historia humana (ver "Dialéctica de la Ilustración"), Habermas limita su juicio negativo a la restricción de la razón en el sentido de "racionalidad instrumental", cuya esencia es la "disposición". Se encuentran por encima de los sujetos y la naturaleza. Por el contrario, utiliza el concepto de una “racionalidad comunicativa” que permite la “comunicación” con el otro (TdkH, Volumen I, p. 30).
Según Habermas, las formas de racionalidad corresponden a tipos de acción correspondientes. Distingue, en una clara distinción de la “Teoría de los tres mundos” de Popper, cuatro formas de acción (TdkH. Volumen I, p. 126ss).
En el primer capítulo, Habermas discute primero cuatro conceptos sociológicos de acción de diferentes orígenes en una discusión teórico-histórica: el teleológico (Aristóteles), el regulado por normas (Talcott Parsons), el dramatúrgico (Erving Goffman) y el concepto comunicativo de acción. (George Herbert Mead). En algunas fuentes secundarias, estos se confunden erróneamente con su propia tipología de acción, que solo se introduce sistemáticamente en el tercer capítulo ("Primera consideración intermedia"), sobre la base de la teoría de los actos de habla.
El punto de partida de su teoría de la acción es la "coordinación de acciones", que se puede lograr tanto a través del éxito como de la orientación comunicativa. Distingue entre acción "instrumental" y "estratégica" como formas de acción orientada al éxito, por un lado, y acción "comunicativa", como acción orientada a la comunicación, por el otro. La acción instrumental no juega un papel como "no social" en sus consideraciones posteriores.
Habermas caracteriza las acciones sociales como mediadas lingüísticamente. La coordinación de la acción en la acción estratégica es proporcionada por la orientación al éxito. Los actos de habla sirven aquí como un mero medio para lograr el propósito o la meta de influir en otros. En contraste con esto, la acción comunicativa se coordina generando un acuerdo sobre la base de afirmaciones de validez criticables. Solo si se aceptan, las personas que actúan pueden lograr sus objetivos.
“En relación con la teoría de los actos de habla” (TdkH. Volumen I, p. 384) aclara los fundamentos racionales de la acción comunicativa. Al vincular los diferentes actos de habla (imperativos, constatativos, regulativos, expresivos), pretensiones de validez (verdad, corrección, veracidad) y referencias mundiales (mundo objetivo, social, subjetivo), puede dividir la acción comunicativa en "tres tipos puros o casos límite": conversación, acción normativa y dramatúrgica. Se trata de casos límite porque la acción comunicativa suele combinar los tres.
La acción estratégica se refiere al "mundo objetivo" de los "hechos". Decidimos sobre cierto curso de acción alternativo que nos parece el medio más prometedor para lograr ciertos fines. El éxito a menudo depende de "otros actores"; Sin embargo, estos están “orientados hacia su propio éxito” y “solo se comportan de manera cooperativa en la medida en que corresponda a su cálculo de beneficio egocéntrico” (TdkH. Volumen I, p. 131). La coordinación de la acción es aquí sinónimo del "entrelazamiento de los cálculos de utilidad egocéntricos" (TdkH. Volumen I, p. 151).
La acción comunicativa debe entenderse como un término integral de los tres casos límite y se relaciona con los tres mundos. Además de la pretensión universal del significado de comprensibilidad, en ella se actualizan tres categorías de afirmaciones de validez: la verdad (proposicional), la corrección (normativa) y la veracidad (subjetiva). En el acto de habla concreto, una afirmación de validez está en primer plano y se refiere principalmente a un mundo, pero en principio las tres afirmaciones de validez y las referencias mundiales siempre están tematizadas al mismo tiempo (Fig.16 en TdkH. Volumen I, p. 439).
Según Habermas todas las acciones humanas están dirigidas hacia metas, que es su carácter teleológico. “El concepto de acción teleológica o acción intencionada ha estado en el centro de la teoría filosófica de la acción desde Aristóteles [...]. Esta estructura teleológica es constitutiva de todos los conceptos de acción”.

### Sistema y mundo de la vida
Para Habermas, los sujetos que actúan comunicativamente se comunican “siempre dentro del horizonte de un mundo de la vida” (TdKH. Volumen I, p. 107). “El mundo de la vida es, por así decirlo, el lugar trascendental donde el hablante y el oyente se encuentran” (TdkH. Volumen II, p. 192). Mundo de la vida es el término complementario al de acción comunicativa.
El concepto de mundo de la vida, desarrollado por primera vez por Edmund Husserl e introducido en la sociología por Alfred Schütz, caracteriza la perspectiva participante de los sujetos actuantes. Según Habermas, tiene las siguientes características (TdkH. Volumen II, págs. 198-202):
- El mundo de la vida “es incuestionablemente dado al sujeto que experimenta” y “no puede volverse problemático en absoluto”, pero “a lo sumo colapsa”.
- El mundo de la vida debe su certeza a “un a priori social construido en la intersubjetividad del entendimiento lingüístico”.
- El mundo de la vida “no se puede trascender”, sino que forma “un contexto que no se puede eludir y, en principio, es inagotable”.

En su teoría social de dos etapas, Habermas fija la dualidad de la reproducción simbólica y material de la sociedad con los componentes “mundo de la vida” y “sistema”. Corresponde a la diferenciación entre perspectiva participante y observador, ya que "los imperativos de autoconservación de la sociedad (ellos mismos) no solo en la teleología de las acciones de sus miembros individuales, sino al mismo tiempo en los contextos funcionales de efectos de acción agregados" (TdkH. Volumen I, pág. 533).
Solo en un proceso de evolución sociocultural se ha desacoplado la reproducción social simbólica y material en esferas de acción independientes y autónomas, en el sentido de que el entorno de vida, que lógica y genéticamente tiene una importancia primordial, los sistemas funcionales, principalmente la economía (economía regulada por el mercado) y la política (Estado administrativo burocrático) - "liberado". Según Habermas, la consideración exclusiva de la sociedad como un sistema, como la emprendieron Niklas Luhmann y Talcott Parsons, distorsiona el enfoque teórico de "establecer un estándar razonable para una modernización social entendida como racionalización en términos de teoría de la acción" (TdkH. Volumen II , pág.422 y sigs.).
Habermas opina que el proceso de diferenciación social en su curso ha llevado a una "colonización" del "mundo de la vida" por parte del "sistema". En otras palabras: a través de la formación de “medios de control generalizados” - dinero y poder - la reproducción material de la sociedad no solo se vuelve independiente de su reproducción cultural, sino que también la penetra cada vez más. Para Habermas, este proceso es una característica central de las sociedades modernas. Distingue entre tres etapas de desarrollo:
1. Sociedades tradicionales en las que el "mundo de la vida" aún no está separado del "sistema". Se refiere a formas de sociedad cuya reproducción material todavía está dominada por su esfera cultural de valores; en el que las normas culturales aún influyen decisivamente en las condiciones de reproducción material.
2. En la segunda etapa, históricamente el tiempo de la Reforma a la industrialización, el “sistema” se desacopla del “mundo de la vida”, con el resultado de que el “poder” y el “dinero” como medios de control del “sistema” unen a las personas para imponer una lógica de acción que se ha desvinculado de los valores y normas culturales comunes. Son estas invasiones del "sistema" en el "mundo de la vida" lo que Habermas caracteriza como la "colonización del mundo de la vida".
3. En la tercera etapa, según Habermas, los conflictos entre “sistema” y “mundo de la vida” emergen abiertamente: “Hoy, los imperativos de los negocios y la administración transmitidos a través de los medios de comunicación del dinero y el poder penetran en áreas que, de alguna manera, se rompen cuando se tratan, por la acción orientada a la comunicación se desacopla y se cambia a tales interacciones controladas por los medios ".[16]

## Facticidad y validez
Después de la caída del Muro de Berlín en 1989, Habermas se dedicó cada vez más a cuestiones filosóficas legales y políticas. En 1992 aparece su obra Facticidad y validez, que según su teoría de la acción comunicativa (TdkH) es considerada su obra más importante. Representa "la primera filosofía jurídica desarrollada en el ámbito de la teoría crítica de la Escuela de Frankfurt". Habermas desarrolló su propia concepción aquí, como en sus escritos anteriores, sobre una gran parte de la discusión con otras teorías.
El interés de Habermas se centra principalmente en el papel del derecho en las sociedades modernas. Para él, la ley es “la ley estatutaria moderna, que aparece con la pretensión de una justificación sistemática, así como una interpretación y ejecución vinculantes” (Facticidad y validez, p. 106). La ley tiene la función de “integración social”. Esto se vuelve necesario en la sociedad moderna porque hay “validez y factualidad, es decir, la fuerza vinculante de convicciones motivadas racionalmente y la coacción de sanciones externas […] se han vuelto incompatibles” (FuG, p. 43). La ley muestra una salida a la alternativa entre la ruptura de la comunicación y la acción estratégica. Regula las "interacciones estratégicas que acuerdan los actores" (p. 44).
Las regulaciones legales representan "por un lado restricciones fácticas" que la persona que actúa estratégicamente tiene que cumplir; "Por otro lado, también deben desarrollar una fuerza socialmente integradora imponiendo obligaciones a los destinatarios, lo que [...] sólo es posible sobre la base de pretensiones normativas reconocidas intersubjetivamente" (p. 44).
Habermas quiere mirar el derecho desde una "doble perspectiva" empírico-normativa, desde la cual "el sistema legal toma en serio su contenido normativo simultáneamente desde adentro y puede ser descrito desde afuera como un componente de la realidad social" (p. 62): “Sin mirar la ley como un sistema empírico de acción, los términos filosóficos quedan vacíos. Sin embargo, si la sociología jurídica se endurece a una visión objetivante desde el exterior y es insensible al único significado internamente accesible de la dimensión simbólica, a la inversa, la visión sociológica corre el riesgo de permanecer ciega”(p. 90).
Habermas examina la relación entre la ley y la moral. Las reglas legales y morales se diferencian de la moral tradicional al mismo tiempo y "aparecen como dos tipos diferentes pero complementarios de normas de acción" (p. 135). El derecho se diferencia de la moralidad en que no se basa principalmente en el libre albedrío, sino en la arbitrariedad individual, se relaciona con la relación externa entre las personas y está dotado de poderes obligatorios (p. 143).
Habermas entra en la "duplicación" platónica del derecho como derecho positivo y natural. Esto se basa en la intuición de que el derecho positivo debe representar el derecho natural. Esta intuición no es incorrecta en todos los aspectos, “porque un sistema legal solo puede ser legítimo si no contradice los principios morales. El derecho positivo permanece inscrito con una referencia a la moralidad a través del componente de legitimidad de la validez jurídica ”(p. 137). Pero esta referencia moral no debe inducir a subordinar la moralidad al derecho en una jerarquía de normas. Las cuestiones legales y morales se relacionan con los mismos problemas, pero de diferentes maneras: "A pesar del punto de referencia común, la ley y la moralidad difieren prima facie en que la moral postradicional es solo una forma de conocimiento cultural, mientras que la ley también se está volviendo vinculante en el nivel institucional "(p. 137). “Por eso no debemos entender los derechos fundamentales, que aparecen en la forma positiva de las normas constitucionales, como meras imágenes de los derechos morales, y la autonomía política no como una mera imagen de los derechos morales” (p. 138). Sin embargo, Habermas sigue siendo esencialmente fiel a la tradición de la ley de la razón.
Para Habermas, las leyes solo pueden "reclamar validez legítima" si pueden "encontrar el consentimiento de todos los camaradas legales en un proceso legislativo discursivo escrito legalmente" (p. 141).
Luego, Habermas formula cuatro principios fundamentales del estado de derecho:
1. el "principio de soberanía popular" (p. 209),
2. el "principio de garantía de la protección jurídica individual integral" (p. 212),
3. el "principio de legalidad de la administración" (p. 213),
4. el “principio de separación del Estado y la sociedad”, que exige una cultura política “desacoplada de las estructuras de clase” (p. 215).

## Ética del discurso
A partir de sus consideraciones sobre la pragmática universal, Habermas desarrolló su propia variante de una ética del discurso en diálogo con Karl-Otto Apel desde principios de los años ochenta. Habermas los sitúa explícitamente en la tradición de la ética kantiana, que, sin embargo, al mismo tiempo quiere reformular utilizando la teoría de los medios de comunicación y "destranscendentalizar" sus elementos metafísicos. Caracteriza su ética del discurso como una "ética deontológica, cognitivista, formalista y universalista".

### Cognitivista
En el entendimiento de Habermas, las normas morales tienen un carácter análogo a la verdad. Por un lado, la “validez pretendida” de las normas morales puede justificarse con argumentos racionales; debido a la falta de referencia a la realidad frente al concepto de verdad, su validez es solo análoga a la verdad. Para Habermas, la corrección de los juicios morales resulta, por un lado, "de la misma manera que la verdad de los enunciados descriptivos: a través de la argumentación". Por otro lado, “las afirmaciones de validez moral carecen de la referencia al mundo que es característica de las afirmaciones de la verdad”.
Habermas distingue la corrección moral de la verdad teórica. Una norma pretende ser válida "independientemente de si se promulga y reivindica de una forma u otra". Por el contrario, una afirmación de verdad nunca existe independientemente de la afirmación en la que se formula.

### Deontológica
Habermas y Kant distinguen entre cuestiones de la "buena vida" y cuestiones de acción moral. Su ética discursiva se centra exclusivamente en la validez de los preceptos morales y las normas de acción como el fenómeno que necesita explicación y, por lo tanto, excluye preguntas sobre lo que significa llevar una vida acertada en el área de la moral, que solo aborda cuestiones de justicia. A pesar de esta separación, Habermas no está preparado para ignorar por completo las consecuencias éticas de una acción al evaluar su contenido moral. Según la interpretación de Habermas, el imperativo categórico sirve para comprobar la validez de las normas morales existentes; debe entenderse como un “principio de justificación”, ya que solo las máximas que pueden generalizarse pueden legítimamente ser reconocidas como normas morales válidas.
Habermas introduce una distinción idiosincrásica entre los adjetivos "ético" y "moral". Las cuestiones éticas permanecen "incrustadas en el contexto biográfico discutido" y no pretenden ser universalmente válidas. Más bien, son preguntas sobre el propio plan de vida en el contexto de la respectiva comunidad cultural. Por otro lado, "los discursos moral-prácticos [...] requieren una ruptura con todo lo que se da por sentado en la moralidad concreta familiar, así como un distanciamiento de aquellos contextos de vida con los que la propia identidad está indisolublemente ligada":
   “Hacemos un uso moral de la razón práctica cuando preguntamos qué es igualmente bueno para todos; un uso ético cuando preguntamos qué es bueno para mí o para nosotros".
Habermas explica que debido a esta diferenciación conceptual, no se debe hablar de “ética del discurso”, sino de una “teoría del discurso de la moralidad”. Sin embargo, debido al uso naturalizado del lenguaje, se apega al término “ética del discurso”.

### Formalista
El momento formalista se refiere a una demarcación de la ética material de los valores, que intenta caracterizar ciertos valores como dignos de luchar por ellos, lo que lleva al problema de la legitimación de un ranking evaluativo de ciertos bienes. La ética del discurso elude este problema que, también aquí, se relaciona con la definición de Kant del imperativo categórico. En el centro de la ética del discurso está el principio formal del principio de universalización "U", según el cual una norma controvertida solo puede encontrar aprobación entre los participantes en un discurso práctico si "las consecuencias y efectos secundarios resultantes de una observancia general de la norma impugnada de satisfacción que pueda resultar de los intereses de cada individuo, puede ser libremente aceptada por todos”.
El significado y propósito de este principio es la posibilidad de un juicio imparcial en el caso de conflictos morales sin referencia directa a cuestiones relacionadas con el contenido. La ética del discurso trata de proporcionar un principio que formalmente, es decir, independientemente de los requisitos relacionados con el contenido, abre la posibilidad de representar qué normas pueden realmente reclamar validez moral.

### Universalista
Habermas finalmente describe la ética del discurso siguiendo a Kant como una ética universalista, ya que la validez de las normas que distingue por medio de un principio formal no se limita a un área cultural determinada ni a un período de tiempo determinado:
   "En última instancia, llamamos a una ética universalista cuando afirma que este (o uno similar) principio moral no solo expresa las intuiciones de una determinada cultura o una determinada época, sino que se aplica en general".
La atención se centra en el intento de desarrollar una justificación conceptual para la validez pretendida de las normas morales, que pueda mostrar "que nuestro principio moral no solo refleja los prejuicios de los adultos, blancos, varones y de Europa Central educados de clase media de hoy", sino también por su poder convincente se pueden relacionar culturas cuyas ideas morales no fueron influenciadas por la historia de la Ilustración. Habermas llama a esto la "parte más difícil de la ética".

## El proyecto inconcluso de la modernidad
En la década de 1980, Habermas se ocupó de las corrientes filosóficas críticas con la modernidad. En particular, su atención se centra en las corrientes neoconservadoras y la filosofía emergente del posmodernismo. El origen es su discurso "La modernidad, un proyecto inconcluso" pronunciado con motivo de la concesión del Premio Adorno en 1980. Sus ideas básicas desembocan más tarde en el ciclo de conferencias El discurso filosófico de la modernidad, que Habermas celebró entre marzo de 1983 y septiembre de 1984 en el Collège de France en París, en la Universidad de Frankfurt y en la Universidad Cornell en Ithaca.
La preocupación básica de Habermas es la defensa contra las corrientes ilustradas en la filosofía. Quiere aferrarse al “proyecto inconcluso de la modernidad” y “compensar sus déficits mediante la ilustración radicalizada” (Der philosophische Diskurs der Moderne. DphDdM, p. 104).
Para Habermas, las "modernas" son sociedades en las que las cosmovisiones tradicionales, que se basan en particular en las religiones, han perdido su capacidad para transmitir interpretaciones vinculantes de la vida y la orientación normativa de la acción de manera creíble y que, en consecuencia, se ven obligadas a "derivar su normatividad de dentro de sí mismos”(DphDdM, p. 16). Para su “seguridad en sí mismos” y “autojustificación” (DphDdM, p. 17) es necesario encontrar un principio que represente un “equivalente al poder unificador de la religión” (DphDdM, p. 105). Este principio debe identificarse como el principio inherente a la propia modernización de la sociedad (DphDdM, p. 46) y poder asumir las funciones estabilizadoras de las antiguas religiones.
Según Habermas, Hegel fue el primero en descubrir el problema de la seguridad en uno mismo de la modernidad como problema filosófico y formuló la solución decisiva para una discusión posterior: la subjetividad, entendida como la "estructura de la auto-relación", es a la vez la estructura básica de la razón y el "principio de la nueva era" (DphDdM, p. 27).
En el curso de la "modernización", sin embargo, como ya analizaron Adorno y Horkheimer en la "Dialéctica de la Ilustración", se hizo evidente que en la razón centrada en el sujeto existía una tendencia hacia la absolutización de la racionalidad funcional y el "nivel respectivo". de reflexión y emancipación ”(DphDdM, p. 70). La modernidad, el anhelo de seguridad en sí mismo, debe llevarse al punto en que reconozca la dialéctica de la Ilustración. Debe aprender a criticar los “retrocesos en curso” (DphDdM, p. 80) para posibilitar la autocrítica de la “modernidad que se ha desintegrado consigo misma”. (DphDdM, pág. 33 y siguientes)
La razón basada en el “principio de subjetividad” (DphDdM, p. 70), según Habermas, se enreda en paradojas desesperadas al intentar una “crítica totalizadora, autorelacionada”. (DphDdM, p. 152ss) es aparentemente imposible para ella resolver con éxito la tarea de seguridad en sí misma de la modernidad con los medios conceptuales a su alcance.
Esta situación aporética de la razón subjetiva es retomada por los críticos de la modernidad. Según ellos, la razón solo ha denunciado y socavado todas las "formas de opresión y explotación, degradación y alienación, para utilizar en su lugar la misma racionalidad inexpugnable" (DphDdM, p. 70).
Nietzsche, a quien Habermas describe como el "eje" para la entrada en el posmodernismo, es de particular importancia. La crítica radical de la razón por la que se esforzaba tenía la intención de socavar por completo todo el programa, que se remonta a Hegel, de formas de vida modernas autofundadas a partir de la razón. El problema para Habermas, sin embargo, es que Nietzsche "vacila" entre dos estrategias: por un lado, trata de renunciar por completo a la filosofía y de reducir las respectivas afirmaciones de la verdad a meras constelaciones de poder como tarea de una ciencia positiva que "funciona con métodos antropológicos, psicológicos e históricos”. Por otro lado, se aferra a la posibilidad de una crítica filosófica de la razón que "excave las raíces del pensamiento metafísico sin entregarse a sí mismo como filosofía" (DphDdM, p. 120).
Habermas ve a Heidegger, Derrida y Foucault en la tradición de Nietzsche. La filosofía del ser de Heidegger - y su superación "gramatológica" en Derrida - sigue siendo un "fundamentalismo inverso" que no puede romper con el problema presentado por la metafísica tradicional y, en consecuencia, no representa una superación de la metafísica. (DphDdM, p. 197) El reemplazo de la subjetividad autónoma por procesos anónimos de la historia del ser tiene la consecuencia inevitable de que la subjetividad es reemplazada por un “evento sin sujeto” (DphDdM, p. 210).

## Premios
- 1973 — Premio Hegel de la ciudad de Stuttgart (Alemania).
- 1976 — Premio Sigmund Freud de la ciudad Darmstadt (Alemania).
- 1980 — Premio Theodor W. Adorno (Theodor W. Adorno Preis) de la ciudad de Fráncfort del Meno (Alemania).
- 1987 — Premio Sonning ("Sonningprisen") de la Universidad de Copenhague (Dinamarca)
- 1995 — Premio Karl Jaspers de la ciudad de Basilea (Suiza).
- 2003 — Premio Príncipe de Asturias de Ciencias Sociales.
- 2004 — Premio Kioto de la ciudad de Kioto (Japón).
- 2005 — Premio Holberg de la ciudad de Bergen (Noruega).
- 2009 — Premio Internacional Jaime Brunet de la Universidad Pública de Navarra a la promoción de los Derechos Humanos.[29][30]
- 2012 — Premio Heinrich Heine[31] de la ciudad de Düsseldorf (Alemania).
- 2013 — Premio Das Glas der Vernunft de la ciudad de Kassel (Alemania).[32]

## Eponimia
- El asteroide (59390) Habermas lleva este nombre en su honor.